# Gustav Wenk

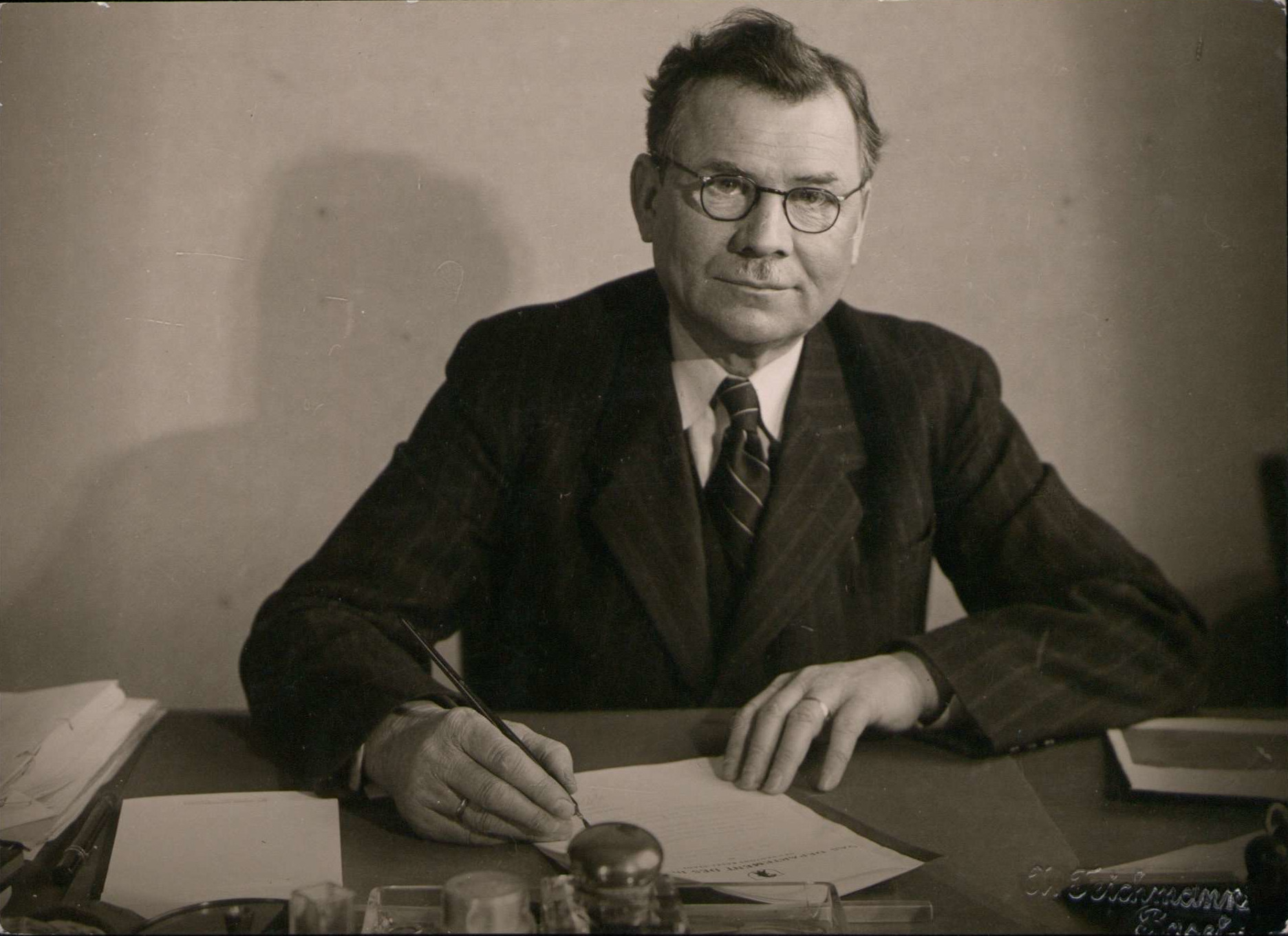
Gustav Wenk

Gustav Wenk (* 31. März 1884 in Augst; † 13. März 1956 in Riehen) war ein Schweizer Politiker (SP).

## Biografie

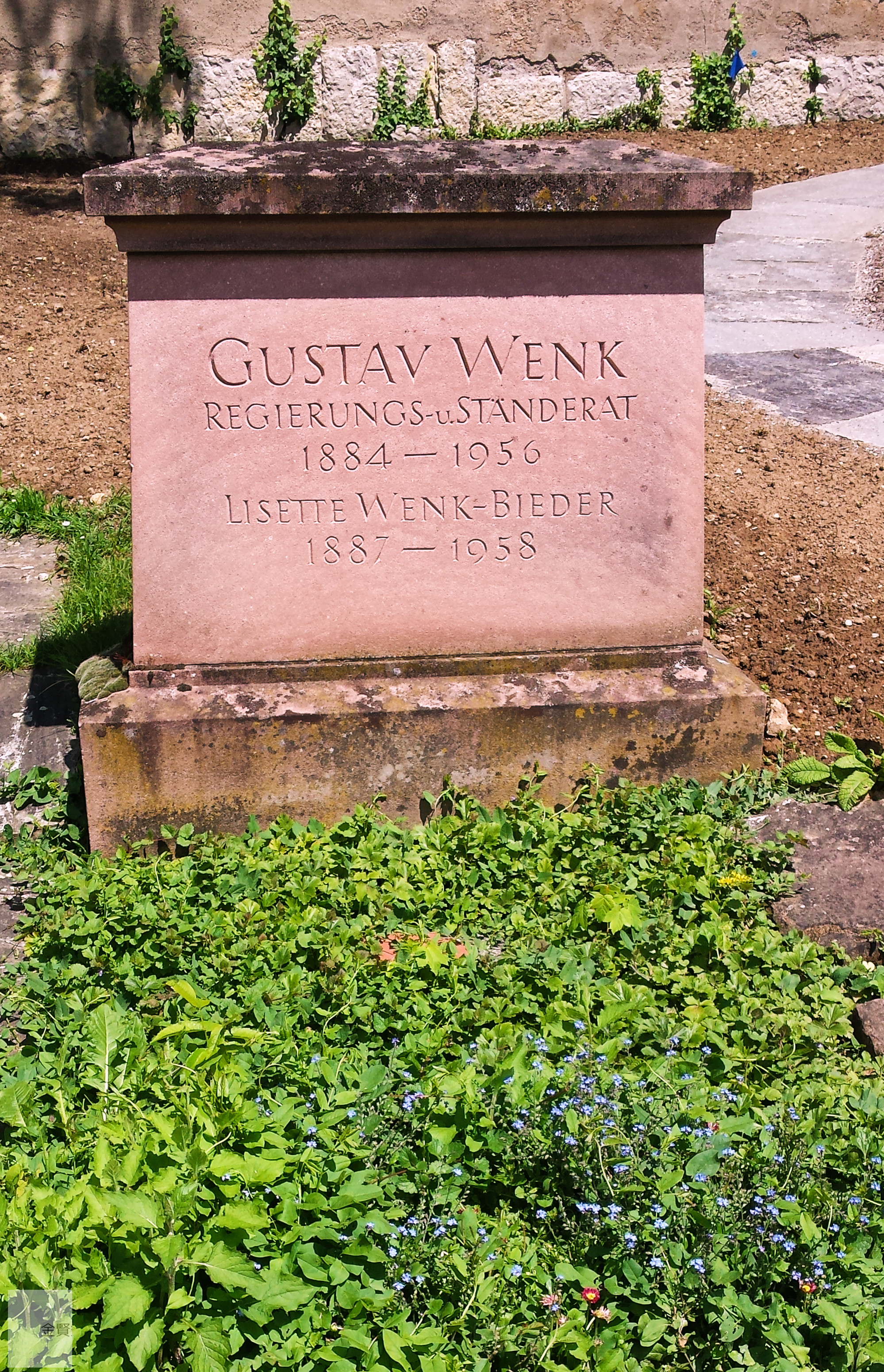
Grabstein Gustav und Lisette Wenk-Bieder

Gustav Wenk, Sohn eines Bauern, machte eine Ausbildung zum Primar- und Mittellehrer und übte diesen Beruf in Basel aus. Daneben war er als Mitglied der Sozialdemokratischen Partei auch politisch aktiv. Von 1914 bis 1925 sass er im Grossen Rat des Kantons Basel-Stadt. 1918 wurde er als einer der Wortführer beim Generalstreik zu einer Gefängnisstrafe verurteilt. Dies tat jedoch seiner politischen Karriere keinen Abbruch: Von 1925 bis 1953 wirkte er als Regierungsrat und von 1935 bis 1956 vertrat er seinen Kanton zudem im Ständerat, den er 1948/49 präsidierte. 1949 wurde er von der Universität Basel zum Dr. phil. h. c. ernannt.
In Gedenken an ihn wurde eine Zugskomposition der SBB des Typs SBB RABDe 500 034-4 (ICN) und eine Strasse in Basel nach ihm benannt.
Das Grab von Gustav Wenk und seiner Frau Lisette, geb. Bieder, (1887–1958) befindet sich auf dem Friedhof Bettingen BS.

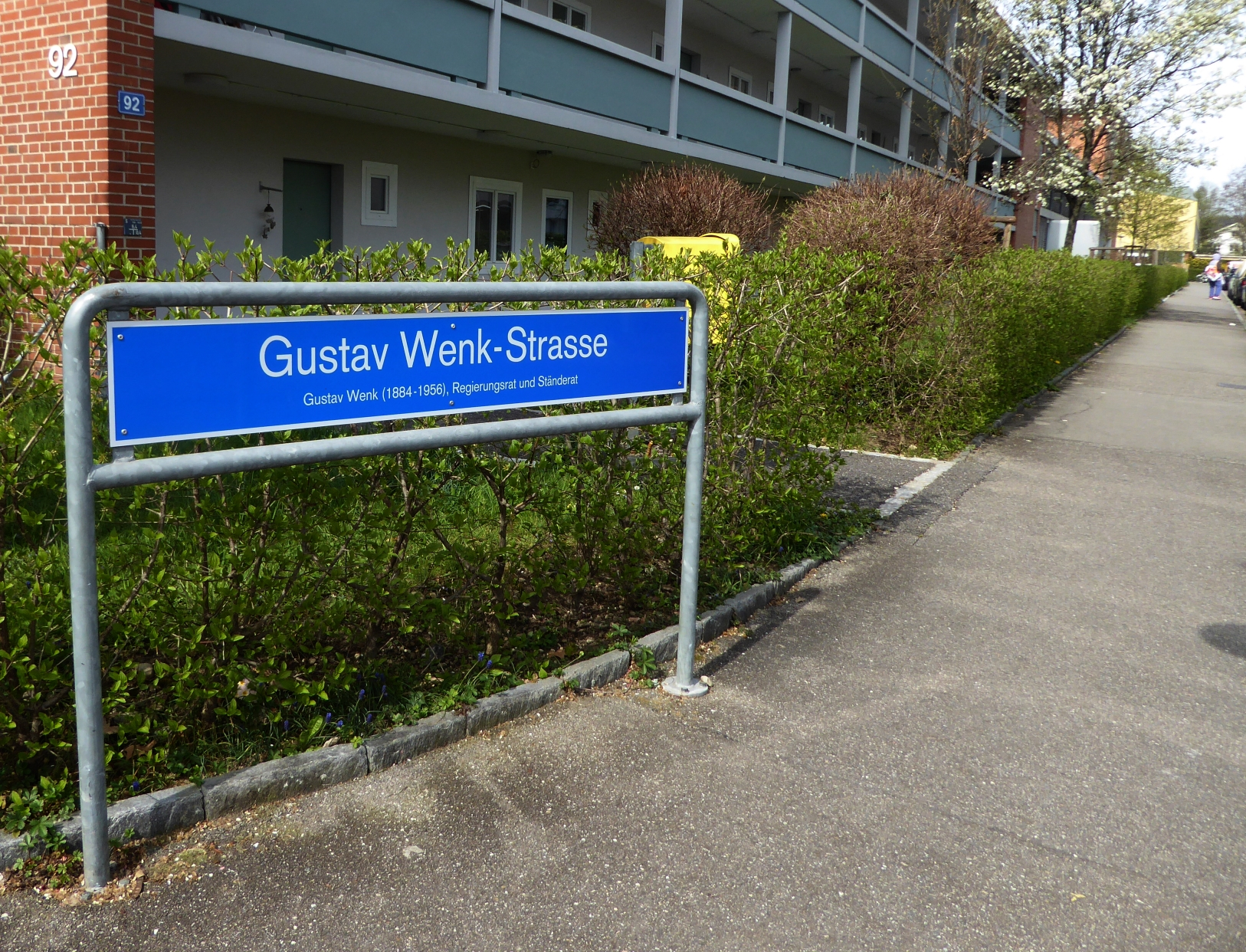
Gustav Wenk-Strasse in Basel